# Braune Falltürspinnen
Braune Falltürspinnen (Nemesiidae) sind eine Familie der Spinnen innerhalb der Unterordnung der Vogelspinnenartigen. Derzeit sind weltweit 45 Gattungen und 424 Arten beschrieben (Stand: Dezember 2018).

## Aussehen und Verhalten
Wie alle mygalomorphen Spinnen haben die braunen Falltürspinnen einen gedrungenen Körperbau mit kräftigen Beinen. Die Färbung ist meist ein helleres oder dunkleres Braun. Eine Zeichnung ist meist unauffällig braun oder fehlt. Die Cheliceren sind kräftig, und das Grundglied ist nach vorne gerichtet.
Braune Falltürspinnen haben im Gegensatz zu den Eigentlichen Falltürspinnen Hafthaare (Scopula) an den Tarsen, wodurch sie auch an senkrechten glatten Flächen relativ gut hochlaufen können.
Die Vertreter der Familie graben eine Wohnröhre in den Boden und kleiden sie mit Spinnseide aus. Die Öffnung der Röhre verschließen sie mit einem Deckel aus Spinnseide und Material aus der Umgebung. Dadurch sind die Röhren besonders gut getarnt. Der Deckel, die „Falltür“, ist bei den verschiedenen Arten unterschiedlich konstruiert. Bei manchen ist es ein steifer Deckel mit Scharnier, bei anderen Arten ein dünnes Gespinst, das wie ein Faltdach über die Öffnung der Röhre geschoben wird.
Zur Jagd lauern die Tiere in ihrer Röhre mit halb geöffneter Falltür. Die Vorderbeine werden aus der Röhre herausgestreckt und nehmen Erschütterungen des Bodens durch Beutetiere wahr. Wenn eine Beute nahe genug an der Röhre vorbeiläuft, springt die Spinne aus dem Schlupfwinkel heraus, ergreift und überwältigt die Beute, trägt sie sofort in die Röhre zurück und frisst sie dort.
Einige Arten verbessern ihre Wahrnehmung der Erschütterungen dadurch, dass sie Signalfäden in der Umgebung der Röhre anbringen oder Pflanzenteile der Umgebung mit dem Röhrenrand verspinnen.

## Verbreitung

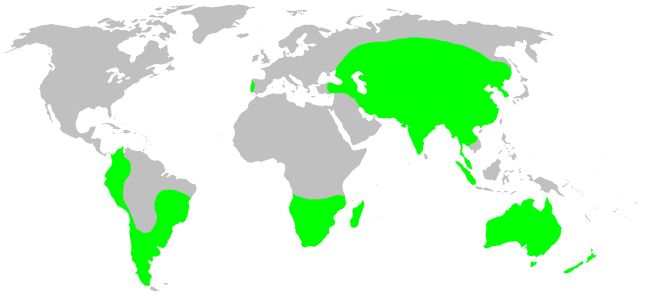
Weltweite Verbreitung

Braune Falltürspinnen kommen in Mitteleuropa nicht vor. Mehrere Arten der Gattungen Brachythele, Iberesia, Nemesia und Spiroctenus sind jedoch im Mittelmeerraum und Südosteuropa verbreitet.

## Gattungen
Der World Spider Catalog listet für die Braunen Falltürspinnen 45 Gattungen und 424 Arten. (Stand: Dezember 2018)
- Acanthogonatus Karsch, 1880
- Aname L. Koch, 1873
- Atmetochilus Simon, 1887
- Bayana Pérez-Miles, Costa & Montes de Oca, 2014
  - Bayana labordai Pérez-Miles, Costa & Montes de Oca, 2014
- Brachythele Ausserer, 1871
- Calisoga Chamberlin, 1937
- Chaco Tullgren, 1905
- Chenistonia Hogg, 1901
- Chilelopsis Goloboff, 1995
- Damarchilus Siliwal, Molur & Raven, 2015
- Damarchus Thorell, 1891
- Diplothelopsis Tullgren, 1905
- Entypesa Simon, 1902
- Flamencopsis Goloboff, 1995
  - Flamencopsis minima Goloboff, 1995
- Gravelyia Mirza & Mondal, 2018
- Hermacha Simon, 1889
- Hermachura Mello-Leitão, 1923
  - Hermachura leuderwaldti Mello-Leitão, 1923
- Hesperonatalius Castalanelli, Huey, Hillyer & Harvey, 2017
- Iberesia Decae & Cardoso, 2006
- Ixamatus Simon, 1887
- Kiama Main & Mascord, 1969
  - Kiama lachrymoides Main & Mascord, 1969
- Kwonkan Main, 1983
- Lepthercus Purcell, 1902
- Longistylus Indicatti & Lucas, 2005
  - Longistylus ygapema Indicatti & Lucas, 2005
- Lycinus Thorell, 1894
- Mexentypesa Raven, 1987
  - Mexentypesa chiapas Raven, 1987
- Namea Raven, 1984
- Nemesia Audouin, 1826
- Neostothis Vellard, 1925
  - Neostothis gigas Vellard, 1925
- Pionothele Purcell, 1902
- Prorachias Mello-Leitão, 1924
  - Prorachias bristowei Mello-Leitão, 1924
- Proshermacha Simon, 1908
- Psalistopoides Mello-Leitão, 1934
- Pselligmus Simon, 1892
  - Pselligmus infaustus Simon, 1892
- Pycnothele Chamberlin, 1917
- Rachias Simon, 1892
- Raveniola Zonstein, 1987
- Sinopesa Raven & Schwendinger, 1995
- Spiroctenus Simon, 1889
- Stanwellia Rainbow & Pulleine, 1918
- Stenoterommata Holmberg, 1881
- Swolnpes Main & Framenau, 2009
- Teyl Main, 1975
- Teyloides Main, 1985
  - Teyloides bakeri Main, 1985
- Xamiatus Raven, 1981